# Milton Obote
Milton Apollo Opeto Obote (født 28. december 1925, død 10. oktober 2005) var Ugandas premierminister og præsident.
Obote var premierminister 1962-66 og derefter præsident 1966-71. Han blev styrtet af Idi Amin. Efter Amins fald blev Obote igen præsident 1980. I 1985 blev han styrtet af et militærkup, og han gik i eksil i Tanzania og Zambia. Han døde i Sydafrika.